# Голубой карп

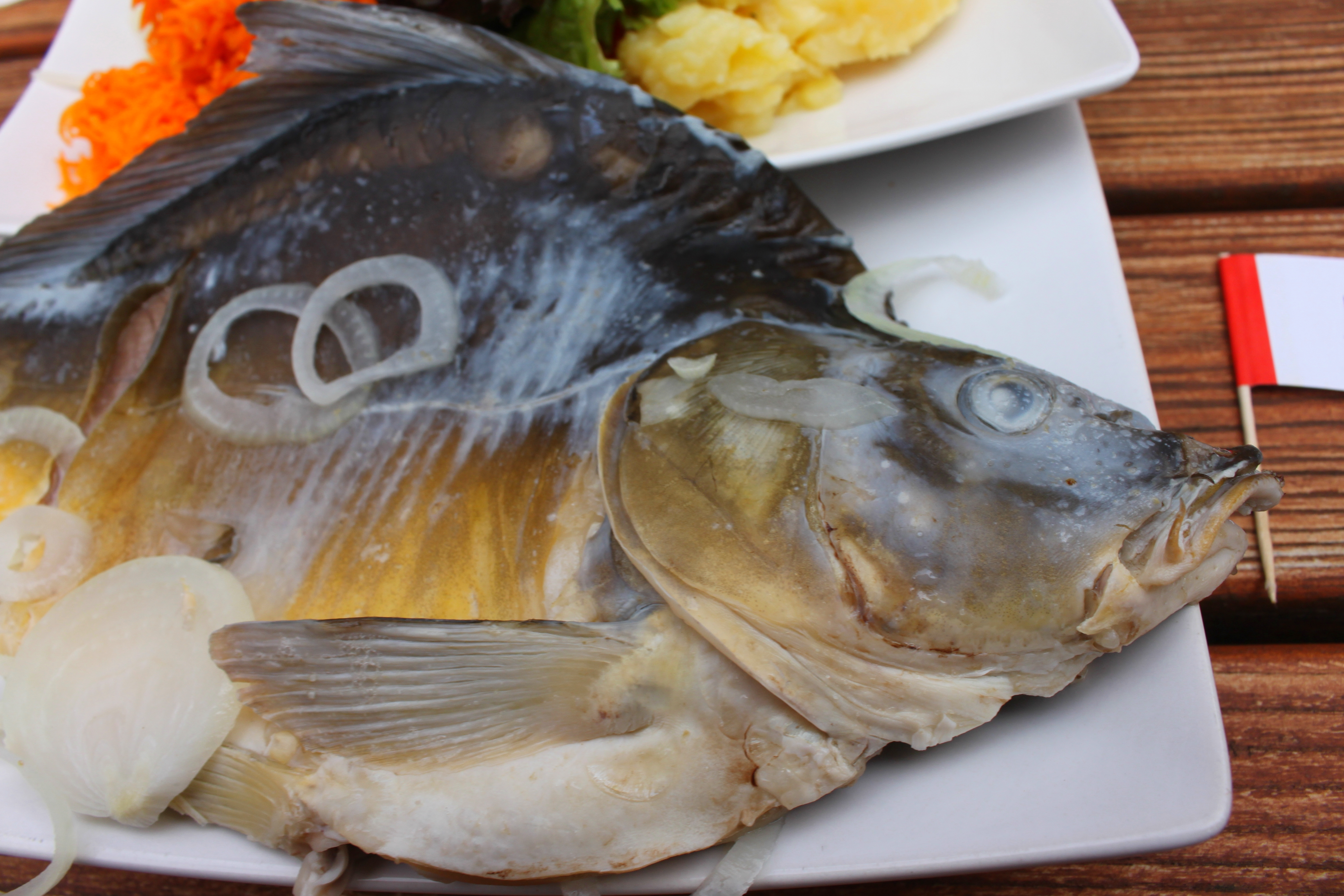
Голубой карп

Поднесут тебе форели!

Тотчас их варить вели.

Как увидишь: посинели, —

Влей в уху стакан шабли.
Голубой карп (карпфен-блау, нем. Karpfen blau) — декоративный способ отваривания карпа и другой пресноводной рыбы, в частности угрей, линей, щуки и кумжи, в результате которого слизистый слой кожи рыбы приобретает бледно-голубой цвет. Голубая окраска рыбы одновременно свидетельствует о её свежести. Голубой карп — одно из традиционных рыбных блюд в Германии на праздновании Рождества и Нового года.
Перед варкой рыбу потрошат, но не очищают от чешуи и погружают на некоторое время в подсоленную горячую воду с уксусом и зеленью для стабилизации голубоватого цвета, а затем доводят до кипения в бульоне с белым вином, луковицей, чёрным перцем и гвоздикой и оставляют на 15—20 минут. Голубого карпа сервируют целиком с долькой лимона и подают к нему на гарнир отварной картофель с петрушкой, сбитым сливочным маслом и сметанным хреном. Во Франконии отваренные с уксусом сосиски для жарки называются «голубыми кончиками».
Совет, как «щуку варить так, чтобы при подавании на стол казалась голубою» содержится в сочинении Н. П. Осипова «Старинная русская хозяйка, ключница и стряпуха» 1790 года. Чтобы приготовить щуку, по выражению Г. Р. Державина, «с голубым пером», русская кулинарка Е. А. Авдеева рекомендовала выложить посиневшую от варки горячую рыбу на блюдо, полить уксусом и закрыть другим блюдом. «Посинелый угорь с капорцами и уксусом» упоминается в достаточно критическом описании немецкого обеда в повести И. С. Тургенева «Вешние воды».
Эрнест Хемингуэй в рассказе «Ловля форели в Европе» упоминает, как готовят голубую форель в Швейцарии: «Швейцарцы также хорошо умеют готовить форель. Они варят её в соусе из винного уксуса, лаврового листа с примесью красного перца. Добавляют немного всех этих пряностей в кипящую воду и варят форель до тех пор, пока она не станет голубой. При таком способе сохраняется специфический аромат форели лучше, чем при любых других. Мясо не разваривается, остается розовым и нежным. Они подают её с растопленным маслом и запивают прозрачным сионским вином».